# Plaxiphora tricolor
Plaxiphora tricolor är en blötdjursart som beskrevs av Thiele 1909. Plaxiphora tricolor ingår i släktet Plaxiphora och familjen Mopaliidae. Inga underarter finns listade i Catalogue of Life.